# Gülszara Dułatowa
Gülszara Dułatowa (kirg. Гүлшара Дулатова; ur. 1930 w Tokmoku, zm. 2009) – kirgiska aktorka, Narodowa Artystka Republiki Kirgiskiej.
Zagrała m.in. w filmie „Dżamila”.
Zmarła w 2009 w wieku 79 lat.

## Wybrana filmografia
- 1968: Dżamila
- 1979: Żurawie przyleciały wcześnie